# 麥克鷄塊
麥樂雞（英語：Chicken McNuggets）是國際速食連鎖餐飲企業麥當勞於1983年在各家國際加盟餐廳所推出的菜色，是將鸡肉經過加工並攪拌成肉漿後再加入麵包粉、之後加以油炸而成的雞塊產品，大致來講6塊麥克雞塊大約有250千卡的热量。至今麥克雞塊都是麥當勞食品中流行產品之一。Nugget即為金塊之意，以麥克雞塊外型類似金塊而得名。

## 歷史
1979年時，麥當勞第一位行政主廚雷內·阿蘭德（Rene Arend）結合了前人的概念，製造了第一塊麥克鷄塊。在1979年接受採訪時他表示：「麥克鷄塊的熱烈歡迎促使每個加盟連鎖店都希望擁有這菜色……但我們也沒有系統能夠解決雞肉供應。」一直到雞塊供應的問題解決之後，麥當勞才於1983年時將這項菜色推廣到全美國以及世界各地的加盟餐廳中。

## 食物

### 主要作法

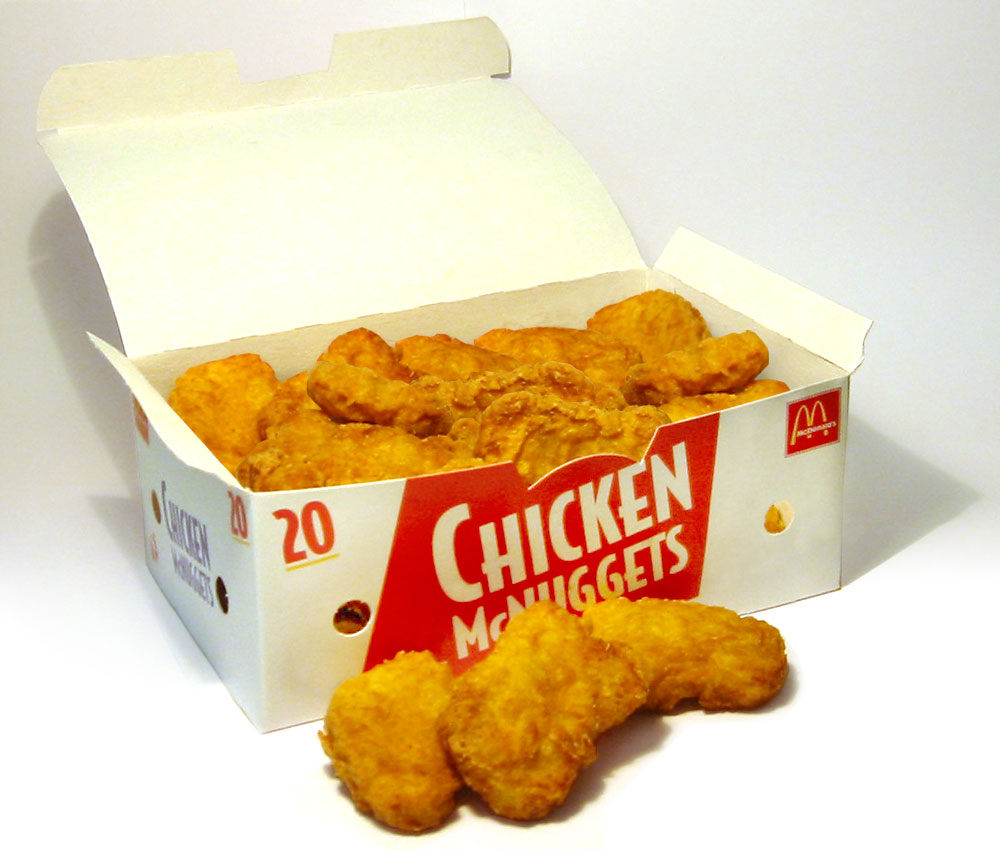
麥當勞所推出20塊雞塊所組成的套餐

麥克鷄塊的作法是將雞肉做成肉漿且與大量加工原料混均勻後，便放入成形設備並且在外表裹上一層麵包粉，在經過油炸處理之後隨即急速冷藏（flash freezing）之，接著麥當勞在透過營銷管道送往各家加盟餐廳。而各家麥當勞連鎖餐廳如果要準備一份麥克鷄塊，平均大約要花費3分15秒的時間。

### 成分內容
在2010年10月9日麥當勞所提供的報告中，指出麥克鷄塊的主要成分包括有約占52％的雞肉、水、食鹽（氯化鈉）與磷酸鈉（Sodium phosphates），在混入的麵糊之中則包括有麵粉、全麥粉（Wheat flour）、粗玉米粉、水、改性玉米澱粉、改性木薯粉、太白粉、食鹽、食用油、香辛料、麩質（Gluten）、辣椒粉、黑胡椒、食糖、葡萄糖、白蛋白、酵母、大蒜粉（Garlic powder）、迷迭香、芳香族化合物、單酸甘油酯（Monoglyceride）、 二醯甘油（Diglyceride）、磷酸鈣、部分氫化之大豆油、添加各式膨鬆劑（酸式焦磷酸鈉、碳酸氫鈉、碳酸氫銨或者是磷酸二氫鈣）的棉花子油與天然香料萃取物等。而通常麥當勞主要是以綜合植物油（油菜油、粟米油、大豆油、氫化大豆油與檸檬酸等），另外添加作為去泡劑（Defoamer）的聚二甲基矽氧烷後才拿來油炸。不過在美國以外的地方，往往會因應當地環境而在成份上有所調整。不過麥當勞也進行銷售測試來讓食物味道能夠與材料成本有所平衡，其中最後麥克鷄塊肉質部分大約有90%的肌肉以及較為便宜的脂肪（5%）與雞皮（5%）。

### 推廣販賣
麥當勞在販售麥克鷄塊時分成在快樂兒童餐及O麦金会员专享套餐（中国大陆地区）中所提供的4塊選項、以及單點時所提供的6塊（中國大陸是5塊）、9塊（在中國大陸和美國則是10塊）與20塊的購買方式，並且店家會提供如純蜂蜜、燒烤醬（Barbecue sauce）、優酪乳、蜂蜜芥末醬、熱芥末醬、辣醬、咖哩、貝亞恩醬（Béarnaise sauce）、切達起司、大蒜醬與番茄醬等不同口味的蘸醬（Dip）供消費者選擇。不過實際上各地區的麥當勞都會提出各自的銷售規劃，例如在2009年5月以前印度當地的麥當勞都是將原本菜單上的麥克鷄塊作為早餐銷售，而2011年6月時美國麥當勞的店家則首先引進限定時間內提供20塊包裝購買的服務。在紐西蘭和澳洲當地的麥當勞連鎖店，則是是將3塊麥克鷄塊列入快樂兒童餐以及澳洲國家心臟病基金會（National Heart Foundation of Australia）所批准的合理健康飲食名單。有時候也會因應特殊活動而針對銷售方式進行更動，例如在超級盃進行期間美國各地麥當勞則推出50塊麥克鷄塊購買的特殊優惠，而之後部分店家則是推出任何時候都可以指定50塊麥克鷄塊的菜單服務。另外麥當勞在迪爾伯恩所開設的2家分店中則特別推出了清真版本的麥克鷄塊，而其平均銷售數量比一般版本還要多出一倍之譜。

### 形状
鸡块在生产造型时会造出四种形状，并分别被命名为“铃铛”（bell）、“靴子”（boot）、“骨头”（bone）又称“领结”（bow-tie）、“球”（ball），而且大小近似相同。由于售卖时各种形状鸡块会被近似随机分配，所以一盒麦乐鸡中有可能集齐四种形状的或只有单一形状的鸡块，麦当劳宣称大小相近能使在门店烹饪时的用时相近而保证出品品质稳定，鸡块不同形状能给吃用时带来不同的乐趣，四种形状只是刚好在三和五之间取个恰好。

## 爭議

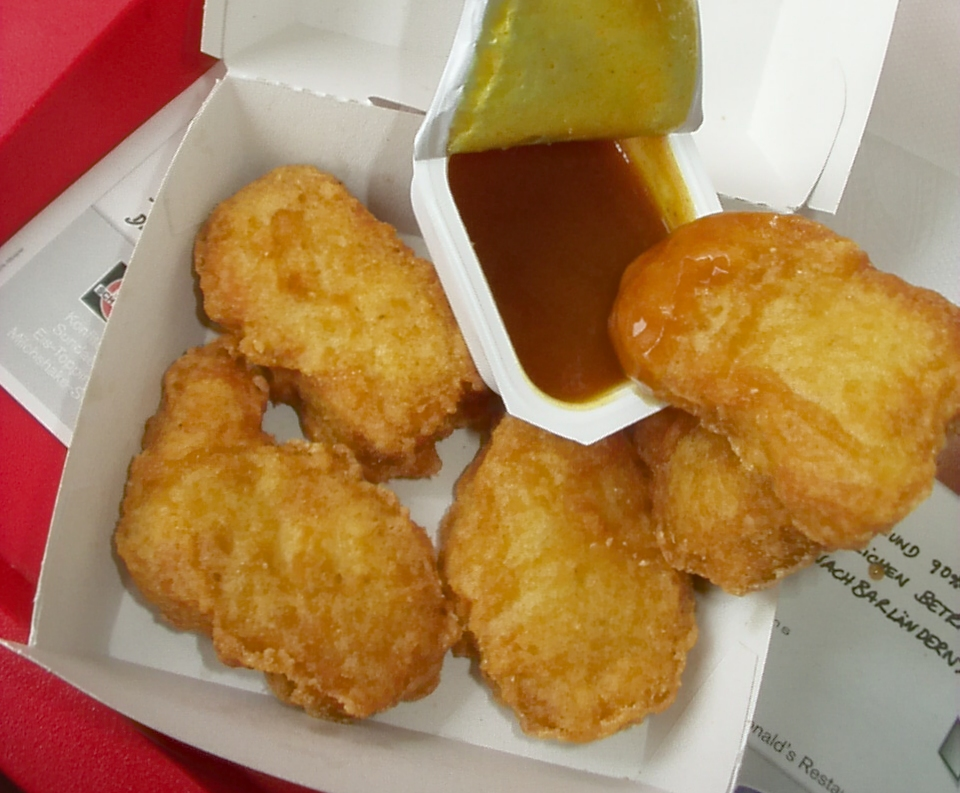
德國麥當勞所提供的6塊麥克鷄塊與1盒咖哩沾醬。

2002年在針對麥當勞遭到消費者控訴的訴訟案件之中，擔任審理法官之一的羅伯特·史維特（Robert W. Sweet）表示麥克鷄塊可以說是「麥克科學怪人」（McFrankenstein）。其中他認為麥當勞所做的並不是沒有使用平底鍋這類型的問題，而是在製作過程中並沒有像家庭烹煮食物的元素存在，以及大量雖然有其用途卻不尋常的食物原料，其中後者包括有迷迭香萃取物、維生素（菸鹼酸、核黃素與葉酸等）以及酵素的使用等。
2004年的紀錄片《麥胖報告》中則提到：「最初麥克鷄塊是由那些不能生蛋的母雞作為食材而成，然而現在所使用的都是那些擁有異常肥厚胸肌的雞隻。他們把雞肉從骨頭分離之後便全部混再一起開始搗爛，然後加入各式各樣的穩定劑與防腐劑。之後才是壓製成我們熟悉的形狀、裹上麵包粉、油炸以及急速冷凍，然後送往一家最靠近你身邊的麥當勞店家。」《麥胖報告》與有線電視新聞網也提到麥克鷄塊中加入的化學藥劑包括有作為化學防腐劑的丁基對苯二酚（tert-Butylhydroquinone）與作為去泡劑的聚二甲基矽氧烷等，而這些都是一般家庭烹煮時不會使用的成分。美國紐約大學教授瑪莉安·奈索（Marion Nestle）則表示雖然麥克鷄塊中添加丁基對苯二酚與聚二甲基矽氧烷可能不會構成健康風險，但是她並不主張人們食用那些連自己都說不出來的食物成分。
針對麥當勞於麥克鷄塊中添加丁基對苯二酚與聚二甲基矽氧烷一事引起爭議，麥當勞媒體公共關係（Media relations）發言人麗莎·麥克姆（Lisa McComb）的聚二甲基矽氧烷其使用主要是為了避免油炸時起泡所引發的安全疑慮，而包括化妝品和矽橡膠（Silly Putty）都將其視為矽氧樹脂的延伸物加入其中，而世界衛生組織在相關的動物實驗中也沒有發現聚二甲基矽氧烷對於人體健康的不良影響。而丁基對苯二酚在植物油、穀類、堅果，餅乾、薯片和動物脂肪產品中常被作為防腐劑使用之，甚至包括女童軍餅乾（Girl Scout cookie）和Chewy Granola Bars亦有添加丁基對苯二酚。另外一方面，麥克鷄塊也符合此美國食品藥品監督管理局所訂定食品之中的油或者脂肪含量最高只能達0.02％的限制。

## 外部連結
- 维基共享资源上的相關多媒體資源：麥克鷄塊